# Факултет за спорт и психологију Универзитета Едуконс
Факултет за спорт и психологију (скраћено ТИМС) је високошколска установа у Новом Саду која ради у склопу Универзитета Едуконс. Налази се у улици Радничка 30а.

## Историјат
Основан је 2001. године као самостална Виша школа за тренере и менаџере у спорту, а 2004. је прерастао у Факултет за спорт и туризам као самостална високошколска установа чији су оснивачи приватна лица. Исте године је додат још један одсек — туризам, чиме је ТИМС постао једини факултет посвећен спорту и туризму у Србији и земљама бивше Југославије. Међутим, касније је укинут, а назив је промењен у Факултет за спорт и психологију. Данас послују у саставу Универзитета Едуконс из Сремске Каменице. Акредитован је као научна институција са дозволом за обављање научно–истраживачког рада и дозволом од надлежног Покрајинског секретаријата, као једном од првих приватних факултета са таквим статусом. Садрже основне, мастер и докторске академске студије у областима спорта и психологије на којима је дипломирало укупно 1579 студената. Располажу са простором од 800 m².

## Значајни алумнисти
- Михаил Дудаш, атлетичар
- Татјана Мирковић, атлетичарка
- Ивана Шпановић, атлетичарка